# Giro della Provincia di Milano
Giro della Provincia di Milano var en italiensk cykeltävling för tvåmannalag som avhölls i och kring Milano (det första loppet av de två 1924, 1925 och 1939 dock i och kring Turin) från 1917 till 1943. Det bestod av ett partempolopp på landsväg (cirka 100 km) och sedan, för de fyra främsta paren i detta, två lopp på bana, det ena individuellt tidslopp (de båda deltagarnas tider adderades) och det andra ett parförföljelselopp. 1932 kördes dock endast loppet på landsväg. Vissa år kördes två upplagor – 1921, 1922, 1924, 1925 och 1939.

## Podieplaceringar
För de år då två lopp kördes anges datum, annars ej. Om loppet kördes i Turin anges detta, övriga lopp hölls i Milano.
| År                      | Vinnare                                | Tvåa                                   | Trea                                 |
| 1917                    | Gaetano Belloni Alfredo Sivocci        | Costante Girardengo Angelo Gremo       | Oscar Egg Luigi Lucotti              |
| 1919                    | Costante Girardengo Angelo Gremo       | Francis Pélissier Henri Pélissier      | Gaetano Belloni Alfredo Sivocci      |
| 1920                    | Giuseppe Belloni Giuseppe Azzini       | Luigi Annoni Costante Girardengo       | Alfredo Sivocci Leopoldo Torricelli  |
| 1921 8 maj              | Costante Girardengo Giuseppe Azzini    | Giovanni Brunero Alfredo Sivocci       | Angelo Gremo Gaetano Belloni         |
| 1921 30 oktober         | Angelo Gremo Gaetano Belloni           | Francis Pélissier Henri Pélissier      | Giovanni Brunero Alfredo Sivocci     |
| 1922 14 maj             | Gaetano Belloni Costante Girardengo    | Pietro Linari Alfredo Sivocci          | Giovanni Trentarossi Adriano Zanaga  |
| 1922 1 november         | Gaetano Belloni Giovanni Brunero       | Giuseppe Azzini Bartolomeo Aimo        | Angelo Gremo Costante Girardengo     |
| 1923                    | Costante Girardengo Giovanni Brunero   | Émile Masson Félix Sellier             | Heiri Suter Max Suter                |
| 1924 Turin 12 oktober   | Giovanni Brunero Bartolomeo Aimo       | Émile Masson Félix Sellier             | Heiri Suter Max Suter                |
| 1924 19 oktober         | Costante Girardengo Ottavio Bottecchia | Pietro Linari Gaetano Belloni          | Nicolas Frantz Romain Bellenger      |
| 1925 Turin 13 september | Achille Souchard Romain Bellenger      | Bartolomeo Aimo Camillo Arduino        | Adelin Benoît Hector Martin          |
| 1925 18 oktober         | Costante Girardengo Ottavio Bottecchia | Alfonso Piccin Adriano Zanaga          | Heiri Suter Kastor Notter            |
| 1926                    | Giovanni Brunero Alfredo Binda         | Pietro Linari Domenico Piemontesi      | Armand Blanchonnet Marcel Bidot      |
| 1932                    | Alfredo Binda Raffaele Di Paco         | Costante Girardengo Learco Guerra      | Alfredo Bovet Michele Mara           |
| 1934                    | Raffaele Guerra Domenico Piemontesi    | Fabio Battesini Alfredo Binda          | Francesco Camusso Giovanni Cazzulani |
| 1935                    | Learco Guerra Fabio Battesini          | Aldo Bini Vasco Bergamaschi            | Gino Bartali Giuseppe Martano        |
| 1936                    | Gino Bartali Learco Guerra             | Domenico Piemontesi Giovanni Cazzulani | Alfredo Binda Giuseppe Olmo          |
| 1937                    | Maurice Archambaud Aldo Bini           | Gino Bartali Pierino Favalli           | Fabio Battesini Learco Guerra        |
| 1938                    | Gino Bartali Pierino Favalli           | Giovanni Cazzulani Secondo Magni       | Carmine Saponetti Mario Ricci        |
| 1939 Turin 28 oktober   | Giovanni Valetti Cino Cinelli          | Gino Bartali Pierino Favalli           | Fausto Coppi Severino Rigoni         |
| 1939 12 november        | Gino Bartali Pierino Favalli           | Cino Cinelli Giovanni Valetti          | Severino Rigoni Fausto Coppi         |
| 1940                    | Gino Bartali Pierino Favalli           | Fiorenzo Magni Vito Ortelli            | Osvaldo Bailo Primo Zuccotti         |
| 1941                    | Fausto Coppi Mario Ricci               | Adolfo Leoni Fiorenzo Magni            | Pierino Favalli Mario De Benedetti   |
| 1942                    | Gino Bartali Pierino Favalli           | Fausto Coppi Mario De Benedetti        | Fiorenzo Magni Glauco Servadei       |
| 1943                    | Fiorenzo Magni Glauco Servadei         | Gino Bartali Pierino Favalli           | Mario De Benedetti Giovanni Valetti  |